# Marathon de Francfort
Le Marathon de Francfort est une course d'une distance classique de 42,195 km dans la ville de Francfort, en Allemagne. 
L'épreuve a connu sa première édition en 1981 et a au lieu tous les ans à l'exception de 1986. Depuis 1987, la course part et arrive du parc des expositions, la ligne d'arrivée est plus précisément située dans la Festhalle.
En termes de participants, il s'agit du troisième marathon le plus important en Allemagne. Depuis 2011, chaque année plus de 10 000 personnes prennent part à la course.
Les records de l'épreuve remontent à 2011 chez les hommes et 2012 chez les femmes. Lors de sa victoire en 2011 Wilson Kipsang avait échoué à 4 secondes du record du monde de l'époque. Chez les femmes, l'Éthiopienne Meskerem Assefa détient le record de l'épreuve.

## Parcours
Le départ du marathon a lieu devant le Festhalle Messe Frankfurt, et le parcours serpente dans le quartier de Westend avec des passages devant l'opéra et la bourse de Francfort. Le tracé mènera ensuite les coureurs en direction de Nordend et les fera traverser le Main avant d'entamer un retour en direction du quartier de Westend. La route passera devant des musées comme le musée du film allemand, le musée Stadel ou encore le musée des arts appliqués, avant de finir son chemin devant le Festhalle Messe Frankfurt.

## Vainqueurs

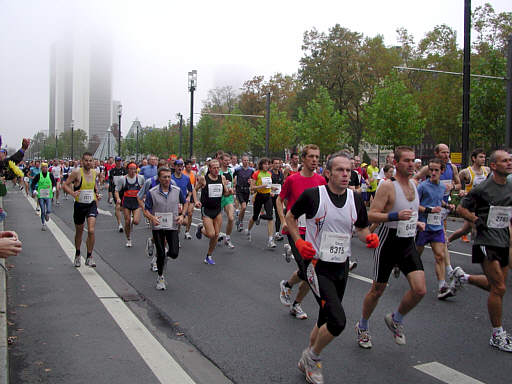

| Année | Hommes                   | Pays        | Temps           | Femmes                    | Pays      | Temps           |
| ----- | ------------------------ | ----------- | --------------- | ------------------------- | --------- | --------------- |
| 2019  | Fikre Bekele Tefera      | Éthiopie    | 2 h 07 min 08   | Valary Jemeli Aiyabei     | Kenya     | 2 h 19 min 10   |
| 2018  | Kelkile Gezahegn         | Éthiopie    | 2 h 06 min 37   | Meskerem Assefa           | Éthiopie  | 2 h 20 min 36   |
| 2017  | Shura Kitata Tola        | Éthiopie    | 2 h 05 min 50   | Vivian Jepkemoi Cheruiyot | Kenya     | 2 h 23 min 35   |
| 2016  | Mark Korir               | Kenya       | 2 h 06 min 48   | Mamitu Daska              | Éthiopie  | 2 h 25 min 27   |
| 2015  | Sisay Lemma              | Éthiopie    | 2 h 06 min 26 s | Gulume Tollesa            | Éthiopie  | 2 h 23 min 12 s |
| 2014  | Mark Kiptoo              | Kenya       | 2 h 06 min 49 s | Aberu Kebede              | Éthiopie  | 2 h 22 min 21 s |
| 2013  | Vincent Kipruto          | Kenya       | 2 h 06 min 15 s | Caroline Kilel            | Kenya     | 2 h 22 min 34 s |
| 2012  | Patrick Makau            | Kenya       | 2 h 06 min 08 s | Meselech Melkamu          | Éthiopie  | 2 h 21 min 01 s |
| 2011  | Wilson Kipsang           | Kenya       | 2 h 03 min 42 s | Mamitu Daska              | Éthiopie  | 2 h 21 min 59 s |
| 2010  | Wilson Kipsang           | Kenya       | 2 h 04 min 57 s | Caroline Kilel            | Kenya     | 2 h 23 min 25 s |
| 2009  | Gilbert Kipruto Kirwa    | Kenya       | 2 h 06 min 14 s | Agnes Kiprop              | Kenya     | 2 h 26 min 57 s |
| 2008  | Robert Kiprono Cheruiyot | Kenya       | 2 h 07 min 21 s | Sabrina Mockenhaupt       | Allemagne | 2 h 26 min 22 s |
| 2007  | Wilfred Kigen            | Kenya       | 2 h 07 min 58 s | Melanie Kraus             | Allemagne | 2 h 28 min 56 s |
| 2006  | Wilfred Kigen            | Kenya       | 2 h 09 min 06 s | Svetlana Ponomarenko      | Russie    | 2 h 30 min 05 s |
| 2005  | Wilfred Kigen            | Kenya       | 2 h 08 min 29 s | Alevtina Biktimirova      | Russie    | 2 h 25 min 12 s |
| 2004  | Boaz Kimaiyo             | Kenya       | 2 h 09 min 10 s | Olesya Nurgaliyeva        | Russie    | 2 h 29 min 48 s |
| 2003  | Boaz Kimaiyo             | Kenya       | 2 h 09 min 28 s | Luminita Zaituc           | Allemagne | 2 h 29 min 41 s |
| 2002  | Eliud Kering             | Kenya       | 2 h 12 min 32 s | María Abel                | Espagne   | 2 h 26 min 58 s |
| 2001  | Pavel Loskutov           | Estonie     | 2 h 11 min 09 s | Luminita Zaituc           | Allemagne | 2 h 26 min 01 s |
| 2000  | Henry Cherono            | Kenya       | 2 h 10 min 40 s | Esther Barmasai           | Kenya     | 2 h 31 min 04 s |
| 1999  | Pavel Loskutov           | Estonie     | 2 h 12 min 37 s | Esther Barmasai           | Kenya     | 2 h 33 min 58 s |
| 1998  | Abel Gisemba             | Kenya       | 2 h 11 min 40 s | Angelina Kanana           | Kenya     | 2 h 31 min 38 s |
| 1997  | Michael Fietz            | Allemagne   | 2 h 10 min 59 s | Katrin Dörre-Heinig       | Allemagne | 2 h 26 min 48 s |
| 1996  | Martin Bremer            | Allemagne   | 2 h 13 min 38 s | Katrin Dörre-Heinig       | Allemagne | 2 h 28 min 33 s |
| 1995  | Oleg Otmakhov            | Russie      | 2 h 12 min 35 s | Katrin Dörre-Heinig       | Allemagne | 2 h 31 min 31 s |
| 1994  | Terje Næss               | Norvège     | 2 h 13 min 19 s | Franziska Moser           | Suisse    | 2 h 27 min 44 s |
| 1993  | Stephan Freigang         | Allemagne   | 2 h 11 min 53 s | Sissel Grottenberg        | Norvège   | 2 h 36 min 50 s |
| 1992  | Steffen Dittmann         | Allemagne   | 2 h 12 min 59 s | Bente Moe                 | Norvège   | 2 h 32 min 36 s |
| 1991  | Herbert Steffny          | Allemagne   | 2 h 13 min 45 s | Linda Milo                | Belgique  | 2 h 35 min 11 s |
| 1990  | Konrad Dobler            | Allemagne   | 2 h 13 min 29 s | Kerstin Preßler           | Allemagne | 2 h 34 min 13 s |
| 1989  | Herbert Steffny          | Allemagne   | 2 h 13 min 51 s | Iris Biba                 | Allemagne | 2 h 33 min 14 s |
| 1988  | Jos Sasse                | Pays-Bas    | 2 h 13 min 15 s | Grete Kirkeberg           | Norvège   | 2 h 35 min 44 s |
| 1987  | Lindsay Robertson        | Royaume-Uni | 2 h 13 min 30 s | Annabel Holtkamp          | Allemagne | 2 h 45 min 21 s |
| 1985  | Herbert Steffny          | Allemagne   | 2 h 12 min 12 s | Carla Beurskens           | Pays-Bas  | 2 h 28 min 37 s |
| 1984  | Dereje Nedi              | Éthiopie    | 2 h 11 min 18 s | Charlotte Teske           | Allemagne | 2 h 31 min 16 s |
| 1983  | Ahmet Altun              | Turquie     | 2 h 12 min 41 s | Charlotte Teske           | Allemagne | 2 h 28 min 32 s |
| 1982  | Delfim Moreira           | Portugal    | 2 h 12 min 54 s | Heidi Hutterer            | Allemagne | 2 h 36 min 38 s |
| 1981  | Kjell-Erik Ståhl         | Suède       | 2 h 13 min 20 s | Doris Schlosser           | Allemagne | 2 h 47 min 13 s |